# فرودگاه پراتاس آیلند
 فرودگاه پراتاس آیلند (به انگلیسی: Pratas Island Airport) (به زبان بومی: 東沙機場) یک فرودگاه نظامی است که یک باند فرود بتن دارد و طول باند آن ۳۰ متر است. این فرودگاه در کشور تایوان قرار دارد .